# حلقة بانبوري للاعتداء على الأطفال
عصابة بانبوري للاعتداء على الأطفال، هم مجموعة تتكون من ستة رجال ارتكبوا جرائم جنسية خطيرة ضد فتيات أقل من  السن القانونية في بلدة بانبوري الإنجليزية ، أوكسفوردشاير.
في مارس 2015، أدينوا بجرائم تشمل الاغتصاب والنشاط الجنسي مع الأطفال على مدى فترة تمتد من عام 2009 إلى عام 2014. واستفادت الشرطة من عملية بانبوري في دروس طبقتها في عملية بولفينش التي استهدفت الاعتداء الجنسي بجوار أوكسفورد.

## الجرائم
استهدف الرجال الفتيات الضعيفات باستخدام وسائل الإعلام الاجتماعية لتنظيم الحفلات التي تم إعداد الفتيات فيها. استخدم الرجال الهدايا وعروض واضحة من المودة تجاه الفتيات، وكسب ثقتهم قبل الشروع في العلاقات الجنسية المسيئة. وقعت الجرائم في السيارات والأخشاب وفي المنازل الخاصة للرجال. وأدرجت في قضية الادعاء الاتهامات المتعلقة بسبعة ضحايا تتراوح أعمارهم بين 13 و15 سنة. كانت الجرائم هي الاغتصاب والنشاط الجنسي مع الطفل وتحريض الطفل على الانخراط في النشاط الجنسي.

## الأعضاء
هم ستة رجال:
| الأسم         | السن | التهمة |
| أحمد حسن سلى  | 21   | أدين بـ 13 تهمة تتعلق بالأفعال الجنسي مع الأطفال وتهمة إغتصاب واحدة.                                           |
| محمد صالح     | 22   | أدين بتهمتين تتعلق بالأفعال الجنسية مع طفل.                                                                    |
| سعيد صالح     | 20   | أدين بتهمة واحدة تتعلق بالأفعال الجنسية مع طفل.                                                                |
| كاجيسو مناسي  | 21   | أدين ب 3 تهم تتعلق بالأفعال الجنسية مع طفل، تهمتين لتحريض طفل على الانخراط في النشاط الجنسي واعتداء جنسي واحد. |
| تاكودزوا هوفا | 21   | أدين بأغتصاب واحد، واعتداء جنسى واحد، وتهمتين لتحريض طفل على الانخراط في الأفعال الجنسية.                      |
| زولت زالتوني  | 18   | أدين بتهمة اغتصاب واحدة.                                                                                       |

تمت تبرئة رجل واحد من جميع التهم في المحكمة. في مارس 2017، تم القبض على عدة أشخاص آخرين لأتهامهم باغتصاب الفتيات الصغيرات.

## رد الفعل في بانبوري والبرلمان
وقال مفتش الشرطة ستيف رايفيلد من شرطة بانبري إن المتهمين «أساءوا إلى ثقة الضحايا الشبان الضعفاء بقصد إشباعهم الجنسي».
ووصف الجرائم بأنها جرائم «مروعة» من شأنها «أن يكون لها تأثير دائم على حياة الضحايا». وأدان المذنبين لعدم شعورهم بالذنب لإجبار الضحايا على «استعادة خبراتهم من خلال تقديم أدلة في المحكمة». واختتم بتوجيه الشكر إلى الضحايا على الشجاعة التي أظهروها في تقديم الأدلة التي ساعدت على ضمان إدانة الرجال المتهمين.
انزعج النائب توني بالدري من بانبوري من التكتيكات التي استخدمها الدفاع أثناء المحاكمة، وكتب إلى اللورد المستشار للتعبير عن قلقه في إشارة إلى الضحايا كراغبين في المشاركة يدعون بالكذب الإساءة وقال لأنه "من الأفضل أن تكون ضحية من ان تكون خبيث ". وزعم محامو الدفاع أيضا أن الشرطة «اصطنعت» القضية وأن الضحايا «تم غسل أدمغتهم من قبل الأخصائيين الاجتماعيين».